# Donald Cook (Schiff)
Die USS Donald Cook (DDG-75) ist ein Zerstörer der United States Navy und gehört der Arleigh-Burke-Klasse an.
Ihr Heimathafen war von 2014 bis 2021 die andalusische Marinebasis Rota, seither liegt das Schiff in Mayport.

## Geschichte
Die Donald Cook, benannt nach einem US-Soldaten, der in Kriegsgefangenschaft des Viet Cong starb, wurde 1996 bei Bath Iron Works auf Stapel gelegt und Ende 1998 in Dienst gestellt. Ihre erste Einsatzfahrt begann die Cook im Juni 2000 mit der Trägerkampfgruppe um die George Washington Richtung Mittelmeer und Persischer Golf. Dort unterstützte sie auch ihr Schwesterschiff Cole nach dem Terroranschlag auf das Schiff. Im nächsten Einsatz, ab August 2001, nahm die Cook an der Übung „Joint Task Force Exercise“ vor der US-Ostküste teil, von Februar bis März 2002 an „Strong Resolve“ in den Gewässern Nordeuropas. 2003 führte die Donald Cook ihre zweite Einsatzfahrt durch, diesmal im Rahmen von Operation Iraqi Freedom mit der Harry S. Truman. Am 19. März feuerte die Donald Cook aus dem Roten Meer dabei die ersten Marschflugkörper auf Ziele im Irak ab. 2006 und 2007 verlegte der Zerstörer ins Mittelmeer und den Persischen Golf und 2008 nahm die Donald Cook an der Übung „Joint Warrior 08“ teil. Während des Manövers UNITAS 2009 beschoss der Zerstörer die außer Dienst gestellte Conolly während einer SINKEX mit einer AGM-84 Harpoon. Im Anschluss verlegte die Donald Cook für sieben Monate in den Persischen Golf, den Golf von Aden und das Mittelmeer.
Als Anfang April 2014 die Cook unangekündigt ins Schwarze Meer verlegt wurde, um während der Krise in der Ukraine Unterstützung für die osteuropäischen Alliierten zu demonstrieren, empfand man dies in Russland als Provokation, es war auch als Demonstration der US-Truppenpräsenz für Russland und die osteuropäischen Länder gedacht. Am 12. April 2014 wurde das Schiff während 90 Minuten insgesamt zwölfmal teils sehr dicht und in geringer Höhe von einem russischen Kampfflugzeug des Typs Suchoi Su-24 passiert, wie die US-Marine mitteilte. Auf Kommunikationsversuche reagierte der russische Pilot nicht. Der Marine-Experte Christopher Harmer der US-Denkfabrik Institute for the Study of War sprach von einem Vorbeiflug (nicht Überflug) und bewertete den Vorfall als eine von zahlreichen Provokationen. Einen erneuten Zwischenfall gab es im April 2016 in der Ostsee. Dabei überflogen erneut Flugzeuge des Typs Suchoi Su-24 das Schiff in geringer Höhe (bis 9 Meter) und simulierten angeblich Angriffe.
Am 19. Januar 2019 lief die Cook wieder einmal ins  Schwarze Meer ein.